# 椑木镇站
椑木镇站是一个成渝线上的铁路车站，位于四川省内江市东兴区椑木镇、沱江大桥以东:345。建于1952年，目前为五等站，邮政编码为641004。目前客运：办理旅客乘降；不办理行李、包裹托运；货运：办理整车货物发到；不办理整车爆炸品及整车一级氧化剂发到。本站站台上有一颗紫荆树，由当年修建成渝铁路的铁道兵栽种。